# 사다촌 (시마네현 야쓰카군)
사다촌(佐太村)은 시마네현 야쓰카군에 있던 촌이다. 현재의 마쓰에시에 해당한다.

## 역사
- 1889년 4월 1일 - 정촌제 시행에 의해 아이카군 사다촌이 성립하였다.
- 1896년 4월 1일 - 군의 통합에 의해 야쓰카군에 소속되었다.
- 1956년 3월 3일 - 에토모정, 미쓰촌, 고부촌과 합병해 가시마정이 성립하여, 동일 고부촌은 폐지되었다.

## 참고문헌
- 角川日本地名大辞典 32 島根県
- 『市町村名変遷辞典』東京堂出版、1990年。